# إوز أسود

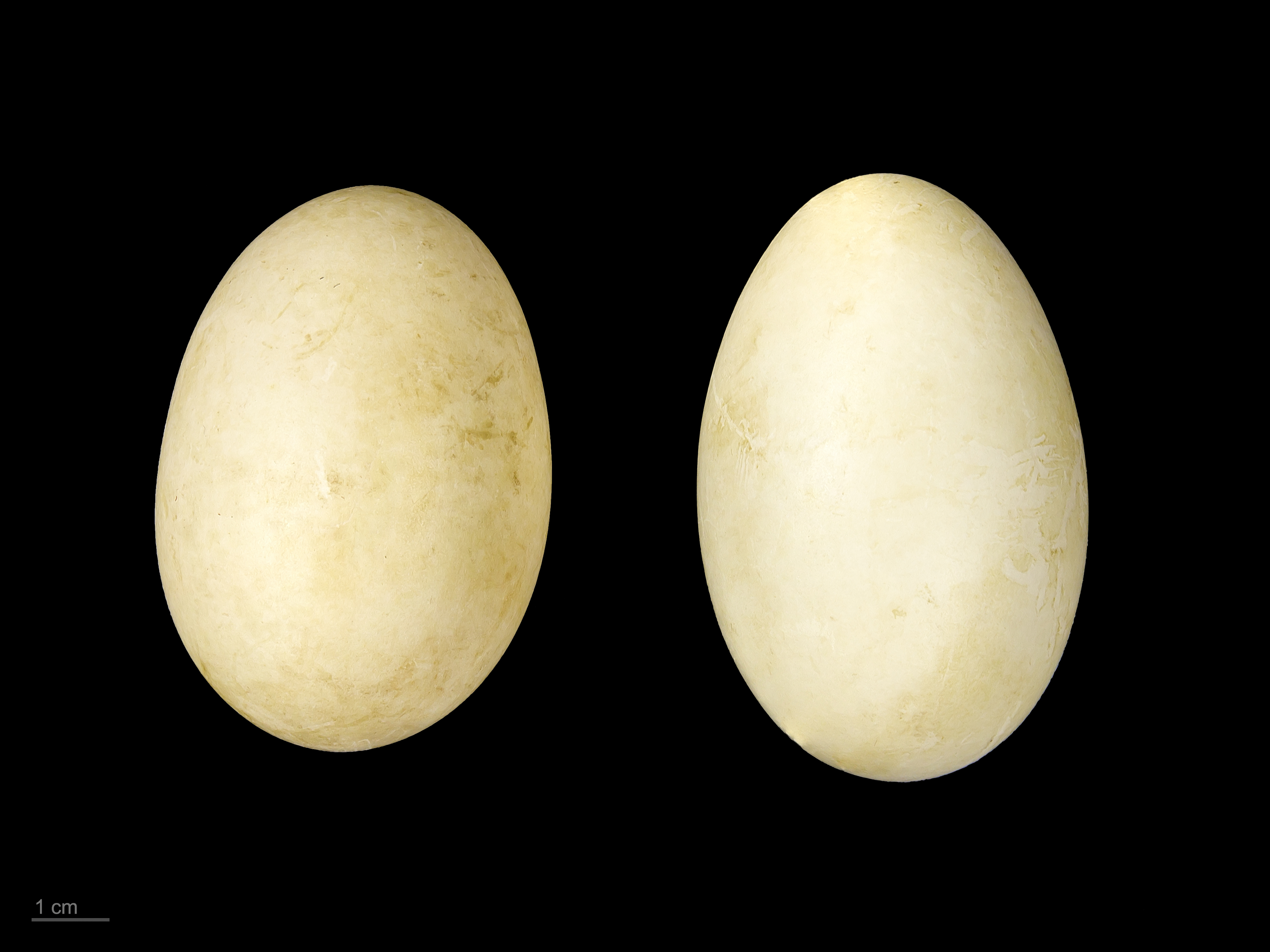
Branta bernicla

إوز أسود (الاسم العلمي:   Branta  bernicla) (بالإنجليزية: Brant  Goose)‏ هو طائر ينتمي إلى إوزيات (فصيلة: Anatidae). ويحب العيش في البرك